# Bar Harbor
Bar Harbor ist eine Town im Hancock County des Bundesstaates Maine in den Vereinigten Staaten. Im Jahr 2020 lebten dort 5089 Einwohner in 3639 Haushalten auf einer Fläche von 163,45 km².

## Geografie
Nach dem United States Census Bureau hat Bar Harbor eine Gesamtfläche von 163,45 km², von denen 109,4 km² Land sind und 54,05 km² aus Gewässern bestehen.

### Geografische Lage
Bar Harbor liegt auf der Insel Mount Desert Island in der Penobscot Bay vor der Küste Maines im Atlantischen Ozean, zentral im Süden des Hancock Countys. Es nimmt den nordöstlichen Teil der Insel ein. Der größte See auf dem Gebiet der Stadt ist der Eagle Lake. Die Oberfläche ist hügelig und die höchste Erhebung ist der 465 m hohe Cadillac Mountain. Ein großer Teil des Gebietes wird vom Acadia-Nationalpark eingenommen.

### Nachbargemeinden
Alle Entfernungen sind als Luftlinien zwischen den offiziellen Koordinaten der Orte aus der Volkszählung 2010 angegeben.
- Norden: Lamoine, 7,4 km
- Nordnordosten: Hancock, 5,8 km
- Nordosten: Sorrento, 9,9 km
- Osten: Winter Harbor, 14,1 km
- Süden: Mount Desert, 7,9 km
- Westen: Trenton, 14,4 km

### Stadtgliederung
In Bar Harbor gibt es mehrere Siedlungsgebiete: Bar Harbor, East Eden (ehemaliges Postamt in Bar Harbor), Eden, Hamilton Station, Hulls Cove, Indian Point, Red Rock Corner, Salsbury Cove, Town Hill und West Eden. Eine frühe Ansiedlung war Widgins, entweder bei Spruce Point oder McKown Point.

### Klima
Die mittlere Durchschnittstemperatur in Bar Harbor liegt zwischen −6,1 °C (21° Fahrenheit) im Januar und 20,6 °C (69° Fahrenheit) im Juli. Damit ist der Ort gegenüber dem langjährigen Mittel der USA um etwa 6 Grad kühler. Die Schneefälle zwischen Oktober und Mai liegen mit bis zu zweieinhalb Metern mehr als doppelt so hoch wie die mittlere Schneehöhe in den USA; die tägliche Sonnenscheindauer liegt am unteren Rand des Wertespektrums der USA.

## Geschichte
Die Insel Mount Desert mit weiteren Gebieten gab Ludwig XIV. im Jahr 1688 an Antoine de la Motte Cadillac. Laumet war Offizier in seinen Diensten, später Gouverneur von Louisiana.
Bar Harbor wurde am 23. Februar 1769 gegründet. Zunächst unter dem Namen Eden. am 5. März 1918 wurde das Gebiet in Bar Harbor umbenannt. Zum Ende des 19. und zu Beginn des 20. Jahrhunderts war Bar Harbor ein beliebter Ferienort.  Reiche amerikanische Familien wie die Rockefeller und die Astor besaßen in Bar Harbor Ferienhäuser. Auch die Pionierin der Sozialarbeit Jane Addams hielt sich hier des Öfteren auf. 1947 zerstörte ein Feuer große Teile der Stadt, auch die Villen dieser Familien.
Seit 1998 betrieb die Fährfirma Bay Ferries Limited eine Verbindung von Bar Harbor nach Yarmouth, Nova Scotia. Der Hochgeschwindigkeitskatamaran The Cat bewältigte vor seiner Einstellung 2009 die Strecke bei normalen Witterungsbedingungen in zweieinhalb Stunden. Nach der Einstellung 2009 wurde der Fährhafen nach Portland, Maine verlegt. Die Portland-Route wurde allerdings 2018 wegen Bauarbeiten am Terminal in Portland eingestellt und später während der COVID-19-Pandemie nicht mehr aufgenommen. Seit Juli 2022 wird die Fährverbindung wieder über Bar Harbor betrieben.
In Bar Harbor ist zudem der Hauptsitz des Jackson Laboratory, eines weltweit als führend geltenden Instituts für die Erforschung menschlicher Krankheiten mit der Hausmaus als Modellorganismus.
Bar Harbor ist Standort des Colleges of the Atlantic, einem privaten Liberal Arts College.

### Einwohnerentwicklung
| Volkszählungsergebnisse – Town of Bar Harbor, Maine | Volkszählungsergebnisse – Town of Bar Harbor, Maine | Volkszählungsergebnisse – Town of Bar Harbor, Maine | Volkszählungsergebnisse – Town of Bar Harbor, Maine | Volkszählungsergebnisse – Town of Bar Harbor, Maine | Volkszählungsergebnisse – Town of Bar Harbor, Maine | Volkszählungsergebnisse – Town of Bar Harbor, Maine | Volkszählungsergebnisse – Town of Bar Harbor, Maine | Volkszählungsergebnisse – Town of Bar Harbor, Maine | Volkszählungsergebnisse – Town of Bar Harbor, Maine | Volkszählungsergebnisse – Town of Bar Harbor, Maine |
| Jahr                                                | 1800                                                | 1810                                                | 1820                                                | 1830                                                | 1840                                                | 1850                                                | 1860                                                | 1870                                                | 1880                                                | 1890                                                |
| --------------------------------------------------- | --------------------------------------------------- | --------------------------------------------------- | --------------------------------------------------- | --------------------------------------------------- | --------------------------------------------------- | --------------------------------------------------- | --------------------------------------------------- | --------------------------------------------------- | --------------------------------------------------- | --------------------------------------------------- |
| Einwohner                                           | 400                                                 | 657                                                 | 764                                                 | 957                                                 | 1054                                                | 1127                                                | 1247                                                | 1195                                                | 1629                                                | 1946                                                |
| Jahr                                                | 1900                                                | 1910                                                | 1920                                                | 1930                                                | 1940                                                | 1950                                                | 1960                                                | 1970                                                | 1980                                                | 1990                                                |
| Einwohner                                           | 4379                                                | 4441                                                | 3622                                                | 4486                                                | 4378                                                | 3864                                                | 3807                                                | 3716                                                | 4124                                                | 4443                                                |
| Jahr                                                | 2000                                                | 2010                                                | 2020                                                | 2030                                                | 2040                                                | 2050                                                | 2060                                                | 2070                                                | 2080                                                | 2090                                                |
| Einwohner                                           | 4820                                                | 5235                                                | 5089                                                |                                                     |                                                     |                                                     |                                                     |                                                     |                                                     |                                                     |

## Kultur und Sehenswürdigkeiten

### Bauwerke

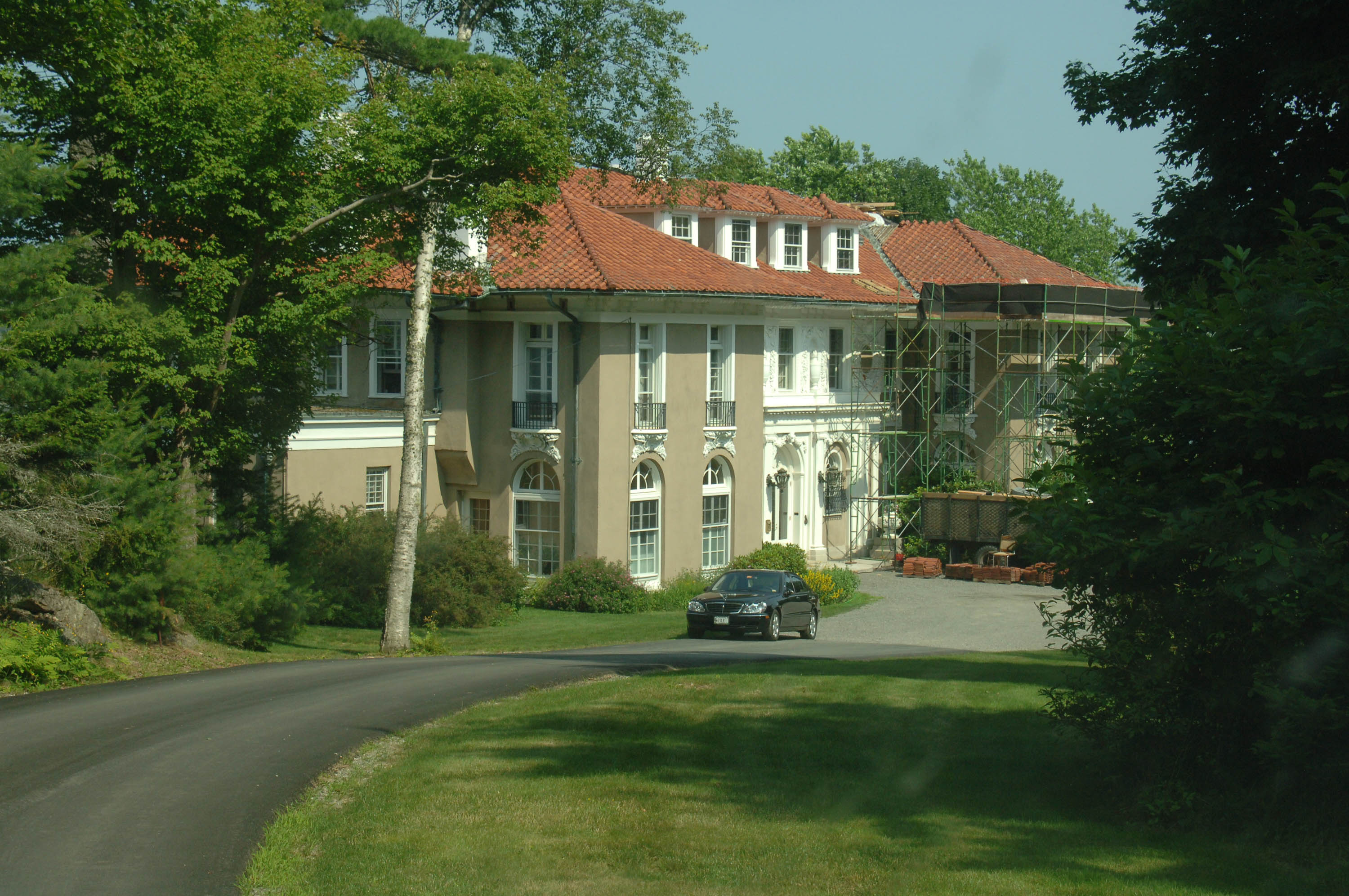
Eegonos

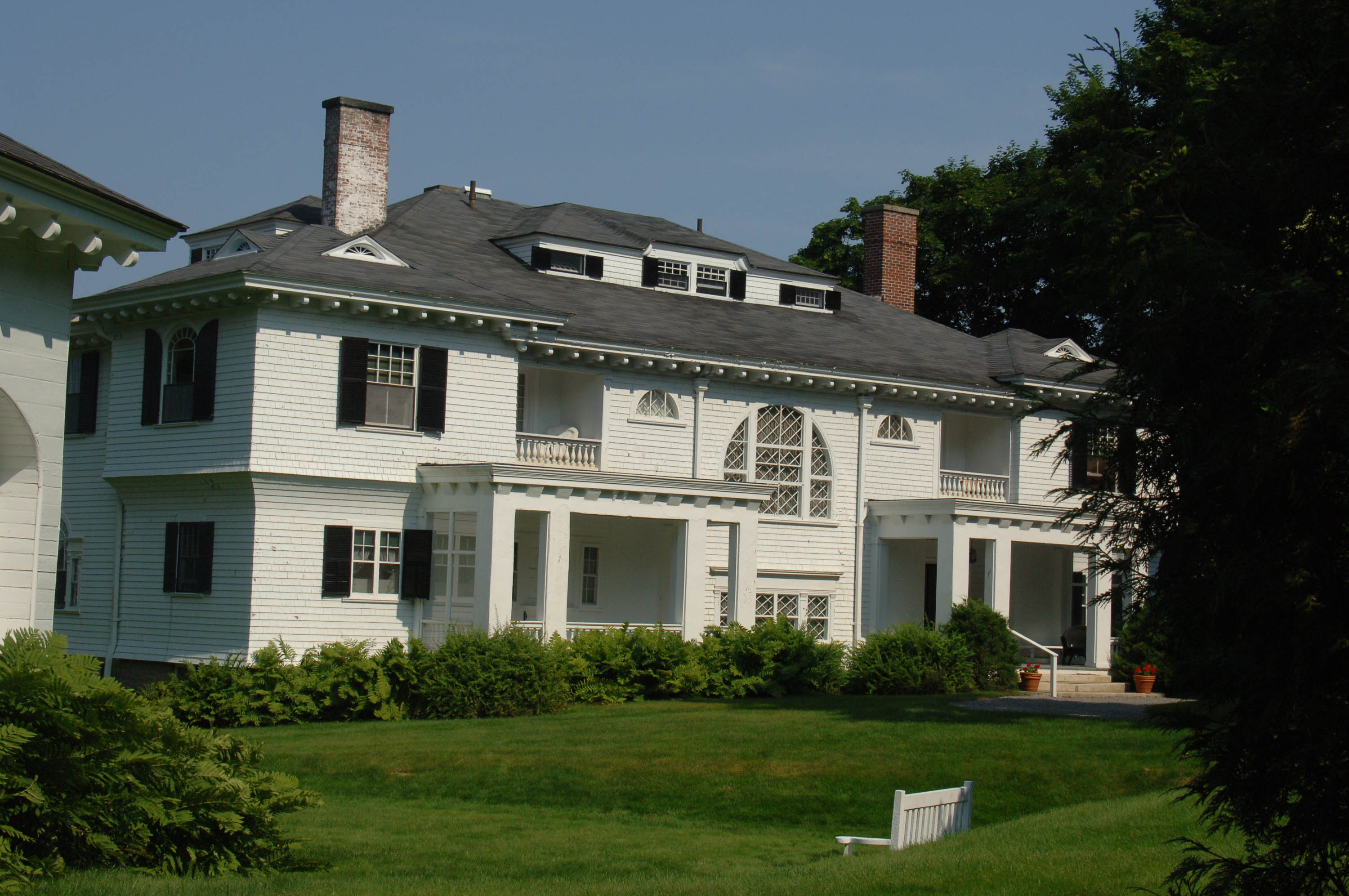
Reverie Cove

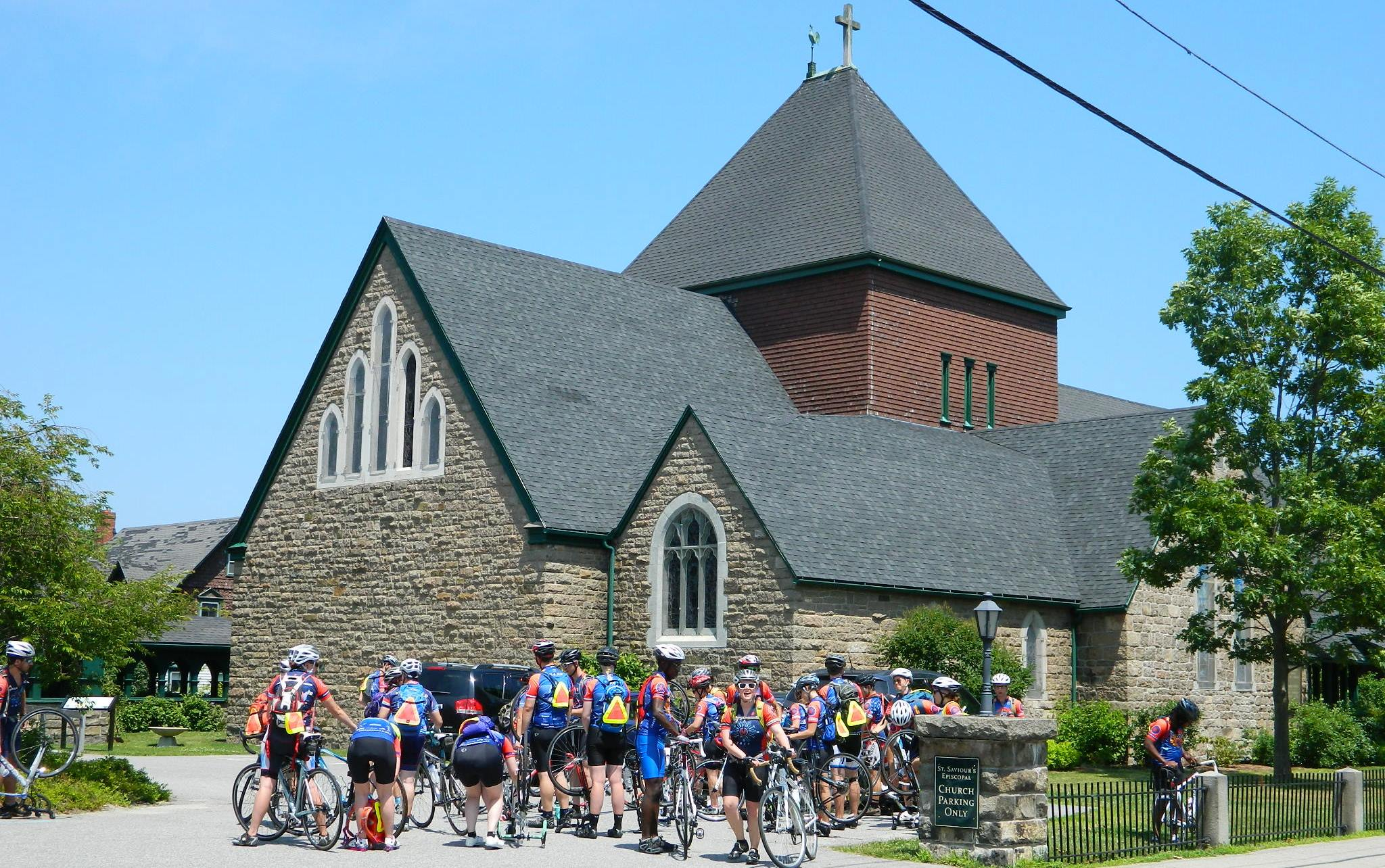
Saint Saviour’s Episcopal Church and Rectory

In Bar Harbor und den zugehörigen Villages Hulls Cove, Indian Point und Salsbury Cove wurden zwei Distrikte und eine Reihe von Gebäuden unter Denkmalschutz gestellt und ins National Register of Historic Places aufgenommen:
Als Distrikt wurde unter Denkmalschutz gestellt:
- Harbor Lane-Eden Street Historic District, aufgenommen 2009, Register-Nr. 09000550
- West Street Historic District, aufgenommen 1980, Register-Nr. 80000226

Weitere Gebäude:
- Robert Abbe Museum of Stone Antiquities, aufgenommen 1983, Register-Nr. 83000451
- Blackwoods Campground, aufgenommen 2007, Register-Nr. 07000612
- Cleftstone, aufgenommen 1999, Register-Nr. 99001192
- Criterion Theatre, aufgenommen 1980, Register-Nr. 80000222
- Eegonos, aufgenommen 1980, Register-Nr. 80000223
- The Farm House, aufgenommen 2007, Register-Nr. 07001152
- Garland Farm, aufgenommen 2005, Register-Nr. 05001174
- Highseas, aufgenommen 1978, Register-Nr. 78000326
- Jesup Memorial Library, aufgenommen 1991, Register-Nr. 91000323
- John Innes Kane Cottage, aufgenommen 1992, Register-Nr. 92000275
- Nannau, aufgenommen 1984, Register-Nr. 84000322
- Redwood, aufgenommen 1978, Register-Nr. 78000166
- Reverie Cove, aufgenommen 1982, Register-Nr. 82000743
- St. Edward's Convent, (Former), aufgenommen 1998, Register-Nr. 98001237
- Saint Saviour's Episcopal Church and Rectory, aufgenommen 1995, Register-Nr. 95000729
- Sproul's Cafe, aufgenommen 1982, Register-Nr. 82000744
- The Turrets, aufgenommen 1974, Register-Nr. 74000155
- US Post Office-Bar Harbor Main, aufgenommen 1986, Register-Nr. 86000880

Hulls Cove
- Church of Our Father, aufgenommen 1999, Register-Nr. 99000770
- Cover Farm, aufgenommen 1995, Register-Nr. 95001464
- Hulls Cove High School, aufgenommen 1999, Register-Nr. 99000374

Indian Point
- Higgins Barn, aufgenommen 2004, Register-Nr. 03001502

Salsbury Cove
- Stone Barn Farm, aufgenommen 2001, Register-Nr. 01001271

## Wirtschaft und Infrastruktur

### Verkehr
Über einen Damm führt die Maine State Route 3 auf Mount Desert Island und nach Bar Harbor. Die Straße verläuft entlang der Küste im Norden und Osten. Die Maine State Route 102 zweigt von ihr kurz hinter dem Damm in Richtung Süden ab und die Maine State Route 233 verläuft nördlich des Eagle Lakes vom Village Bar Harbor nach Südosten.

### Kreuzfahrttourismus
Bar Harbor ist ein beliebter Hafen für Kreuzfahrtschiffe. Die Saison startet im April, hat ihren Höhepunkt im Spätsommer und Herbst, während des Indian Summers. Die letzten Kreuzfahrtschiffe legen Anfang November an. 2019, im letzten Jahr vor der COVID-19-Pandemie, liefen insgesamt 157 Kreuzfahrtschiffe mit mehr als 250.000 Passagieren Bar Harbor an. Da der kleine Hafen über keine Anlegemöglichkeiten für Kreuzfahrtschiffe verfügt, müssen diese vor der Küste ankern und die Passagiere tendern. Das bedeutet, dass an einem typischen Tag in der Saison die ersten Kreuzfahrtpassagiere gegen 10 Uhr morgens an Land kommen und die letzten Passagiere ab 16 Uhr die Stadt verlassen. Dazwischen bewegen sich an manchen Tagen mehr als 6000 Tagestouristen in dem kleinen Ort.
Es ist klar, dass die Infrastruktur des Ortes damit überfordert ist und nicht alle Einwohner Bar Harbors mit diesem Overtourismus einverstanden sind. So wurde im Juli 2019 ein Konzept der Kreuzfahrtgesellschaften zum Ausbau der Infrastruktur mit dem Ziel der besseren Bewältigung der Besucherströme vorgelegt. Nachdem die Kreuzfahrtsaison in den Jahren 2020 und 2021 pandemiebedingt zum Erliegen gekommen war, wurden für 2022 wieder große Passagierzahlen erwartet. Im Sommer 2022 hatte der Gemeinderat von Bar Harbor bereits eine mit den Reedereien ausgehandelte Beschränkung der Kreuzfahrtschiffe und -passagiere beschlossen. Die Beschränkung sah eine nach Monaten gestaffelte Maximalzahl vor, die im Oktober die höchste Zahl an Schiffen erlauben sollte. Doch der unter den Einwohnern bereits stark entwickelten Opposition gegen Kreuzfahrten ging dies nicht weit genug, sodass es am 8. November 2022 zu einem Bürgerentscheid über die Zukunft der Kreuzfahrten in Bar Harbor kam. Dabei stimmten 58 % der Befragten für die drastische Beschränkung der Kreuzfahrt. 42 % stimmten dagegen. Als Folge dürfen von 2024 an nur noch maximal 1000 Kreuzfahrtpassagiere pro Tag an Land gehen.  Da für 2023 bereits 84 Kreuzfahrtschiffe mit einer Kapazität von mehr als 1000 Passagieren pro Schiffe eingeplant sind, werden die neuen Bestimmungen 2023 noch nicht gelten.

### Öffentliche Einrichtungen
Es gibt mehrere Medizinische Einrichtungen und Krankenhäuser in Bar Harbor.
Die Jesup Memorial Library befindet sich in einem denkmalgeschützten Gebäude an der Desert Street in Bar Harbor.

### Bildung

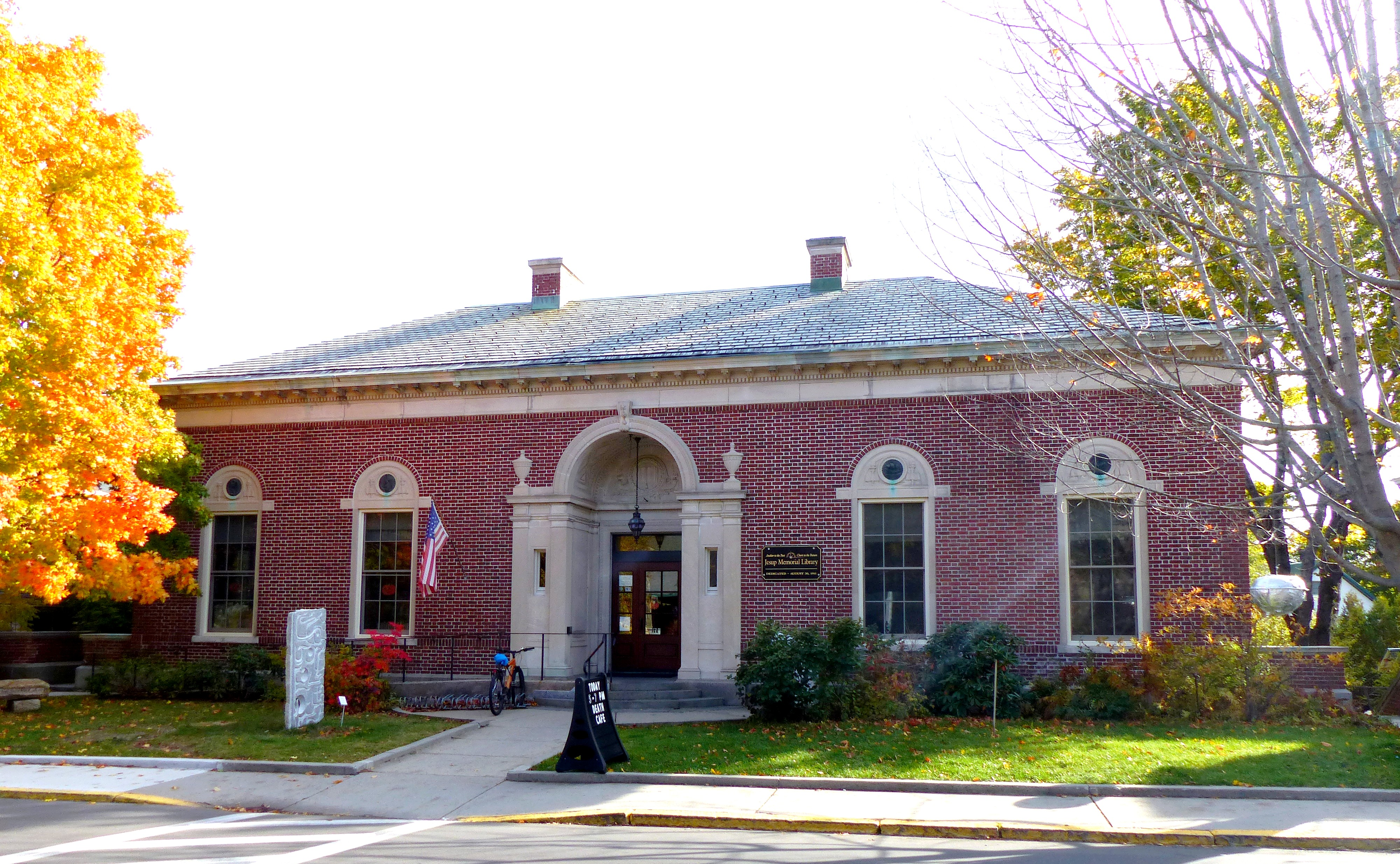
Jesup Memorial Library

Für die Schulbildung in Bar Harbor ist das Bar Harbor School Department zuständig, zusätzlich gehört Bar Harbor zum Mt Desert CSD. und mit Bass Harbor, Cranberry Isles, Deer Isle, Frenchboro, Mount Desert, Southwest Harbor, Swan’s Island und Trenton zum Mount Desert Island Regional School System - AOS 91.
In Bar Harbor gibt es folgende Schulen:
- Conners Emerson School mit Schulklassen vom Kindergarten bis 8. Schuljahr
- Mount Desert Island High School mit Schulklassen vom 9. bis 12. Schuljahr
- College of the Atlantic, ein privates Liberal Arts College

## Persönlichkeiten

### Söhne und Töchter der Stadt
- Garry Davis (1921–2013), Friedensaktivist und Initiator der Weltbürgerbewegung
- Matthew Dunlap (* 1964), Politiker und Secretary of State von Maine
- David Haviland (* 1961), schwedisch-amerikanischer Physiker und Professor für Nanostrukturphysik und mesoskopische Physik
- Charles Owen Hobaugh (* 1961), Astronaut
- William Jencks (1927–2007), Biochemiker und Enzymologe
- Herb Mitchell (1937–2011), Schauspieler
- Esther Ralston (1902–1994), Schauspielerin
- Nelson Rockefeller (1908–1979), Gouverneur des Bundesstaates New York und 41. Vizepräsident der Vereinigten Staaten von Amerika

### Persönlichkeiten, die vor Ort gewirkt haben
- Rudolf Ernst Brünnow (1858–1917), Orientalist und Philologe
- Joseph T. Edgar (1910–1990), Politiker und Secretary of State von Maine
- George Davis Snell (1903–1996), Biologe und Genetiker, Nobelpreisträger